# Membrilla
Membrilla település Spanyolországban, Ciudad Real tartományban. Membrilla La Solana, San Carlos del Valle, Valdepeñas és Manzanares községekkel határos. Lakosainak száma 5839 fő (2024).

## Népesség
A település népessége az elmúlt években az alábbi módon változott:
| Lakosok száma | 6624 | 6516 | 6517 | 6417 | 6349 | 6246 | 6134 | 6005 | 5927 | 5839 |
|               | 2001 | 2004 | 2006 | 2009 | 2011 | 2014 | 2016 | 2019 | 2021 | 2024 |